# Carequinha
Carequinha (portugiesisch
für Glatzköpfchen), eigentlich George Savalla Gomes (* 18. Juli 1915 in Rio Bonito; † 5. April 2006 in São Gonçalo) war ein brasilianischer Clown und Schauspieler.
Gomes wuchs in einer Zirkusfamilie auf. Seine Eltern waren Elisa Savalla Gomes und Lazarus Gomes. Er begann im Alter von nur fünf Jahren seine Karriere im Zirkus seiner Familie. Bis zu seinem zwölften Lebensjahr war er Clown im Circo Ocidental. Im Jahr 1938 arbeitete er als Sänger in der Sendung Picolino für den Radiosender Mayrink in Rio de Janeiro. Gomes war der erste Clown der eine eigenen Fernsehsendung im brasilianischen Fernsehen bekam. Seine Sendung Circo Bombril, später Circo do Carequinha lief insgesamt 16 Jahre.

## Filmografie
- 1956 – Sai de Baixo
- 1956 – Com Água na Boca
- 1957 – Sherlock de Araque
- 1957 – Com Jeito vai
- 1958 – É de Chuá
- 1960 – Vem a Alegria
- 1960 – Palhaço o que é?
- 1980 – As Três Marias (Fernsehserie)
- 1990 – Escolinha do Professor Raimundo (Fernsehserie)
- 2005 – Hoje é Dia de Maria 2 (Fernsehserie)